# 1938年ドイツ国会選挙
1938年ドイツ国会選挙（1938ねんドイツこっかいせんきょ、ドイツ語: Reichstagswahl 1938）は、1938年4月10日に行われたドイツの国会議員の選挙である。
この選挙の時点ですでに、1933年にアドルフ・ヒトラー総統により成立したナチス・ドイツにおいて国民社会主義ドイツ労働者党（以下、ナチ党）以外の政党は全て解散させられていたので、ナチ党のみが出馬する最後のドイツの国政選挙になった。また、第二次世界大戦開戦前においてドイツにおける最後の国政選挙にもなった。

## 概要
オーストリアでは国会選挙の代わりにアンシュルスの是非を問う国民投票が実施され、こちらはナチ党組織や行政組織による投票行動への厳しい監視の中、99.73%が賛成票を投じた。またズデーテン併合に伴い、12月5日にズデーテン地方での国会選挙が行われたほか、1939年4月にはリトアニアから返還されたメーメル地方（クライペダ地方）から2名の議員が選出されている。
国会議員の任期は4年となっていたが、戦時中の1943年1月25日に総統アドルフ・ヒトラーが次回の国会議員選挙期日を1947年1月30日と定める法律「大ドイツ帝国議会の選挙期日の変更に関する法律（Gesetz über die Verlängerung der Wahlperiode des Großdeutschen Reichstags）」に署名したが、その前に敗戦（1945年5月7日：欧州戦線における終戦 (第二次世界大戦)#ドイツの降伏）に伴ってナチス・ドイツが消滅した（連合軍軍政期 (ドイツ)→西ドイツ、ドイツ民主共和国(東ドイツ)→ドイツ連邦共和国）。戦後初のドイツの国政選挙で、1949年ドイツ連邦議会選挙が同年8月14日に行われた。

## 選挙結果

### ドイツ
|                        |                            |          |          |            |        |        |
| 政党                   | 政党                       | 獲得議席 | 増減     | 得票数     | 得票率 | 改選前 |
|                        | 国民社会主義ドイツ労働者党 | 814      | 073      | 44,451,092 | 99.08% | 741    |
| 反対                   | 反対                       | －       | 増減なし | 443,023    | 0.92%  | －     |
| 総計                   | 総計                       | 814      | 073      | 49,359,956 | 100.0% | 741    |
| 有効投票数（有効率）   | 有効投票数（有効率）       | －       | －       | 49,359,956 | 99.85% | －     |
| 無効票数（無効率）     | 無効票数（無効率）         | －       | －       | 69,890     | 0.15%  | －     |
| 投票総数（投票率）     | 投票総数（投票率）         | －       | －       | 44,964,005 | 99.59% | －     |
| 無効票数（無効率）     | 無効票数（無効率）         | －       | －       | 185,947    | 0.41%  | －     |
| 有権者数               | 有権者数                   | －       | －       | 45,149,952 | 100.0% | －     |
| 出典：Direct Democracy |                            |          |          |            |        |        |

### オーストリア
| 選択肢                 | 得票        | 得票率 |
| ---------------------- | ----------- | ------ |
| 賛成                   | 4,453,912票 | 99.73% |
| 反対                   | 11,929票    | 0.27%  |
| 無効票                 | 5,777票     | –      |
| 合計                   | 4,471,618票 | 100%   |
| 有権者数/投票率        | 4,484,617票 | 99.71% |
| 出典: Direct Democracy |             |        |

### ズデーテン地方
| 党名                       | 得票        | 得票率 | 議席   |
| -------------------------- | ----------- | ------ | ------ |
| 国民社会主義ドイツ労働者党 | 2,464,681票 | 98.68% | 41議席 |
| 反対票                     | 32,923票    | 1.32%  | –      |
| 白紙票/無効票              | 32,923票    | 1.32%  | –      |
| 合計                       | 2,497,604票 | 100%   | 41議席 |
| 全有権者数/投票率          | 2,532,863人 | 98.90% | –      |
| 出典:Nohlen & Stöver       |             |        |        |